# Minyohelea bacula
Minyohelea bacula är en tvåvingeart som beskrevs av Art Borkent 2000. Minyohelea bacula ingår i släktet Minyohelea och familjen svidknott.
Artens utbredningsområde är Libanon. Inga underarter finns listade i Catalogue of Life.